# Господин Йорданов
Господин Йорданов Василев е български строител и политик от БКП.

## Биография
Роден е на 5 октомври 1934 г. в старозагорското село Зетьово. През 1952 г. завършва гимназия в Чирпан. От 1956 г. започва работа като монтажник на разширението на Химическия комбинат в Димитровград. След това участва в изграждането на завода за цимент край Бели извор, където от 1959 г. е бригадир на обекта. От 1960 до 1970 г. той и бригадата му участват в монтажа на Азотно-торовия завод край Стара Загора, Медно-добивния комплекс в Пирдоп, Химическия комбинат във Враца и Нефтохимическия комбинат в Бургас. С указ № 1780 от 2 ноември 1970 г. е обявен за герой на социалистическия труд за активно участие в изграждането на Завода за автомобилни гуми, Завода за полиамидни влакна и ТЕЦ Видин, всички до Видин. След това започва работа по монтирането на реакторите на АЕЦ Козлодуй. През 1982 г. се откриват 3 и 4 реактор на централата, а неговата бригада „Юрий Гагарин“ е награден с „Орден на труда“ – златен. От 1982 г. е член на Централния съвет на Българските професионални съюзи. Член е на Комитета за култура. От 5 април 1986 до 1990 г. е кандидат-член на ЦК на БКП. След това е член на Висшия съвет на БСП избран през 1990 г. Награждаван е с „Орден на труда“ – златен (1963), „Червено знаме на труда“ (1966), „Народна република България“ I ст. (1968).
Почива във Враца на 19 септември 1994 г.